# Castell de Rocamora
|  | Per a altres significats, vegeu «Castell de Rocamora (Montferri)». |

El Castell de Rocamora és una antiga fortificació al terme municipal d'Argençola (Anoia) inclosa a l'Inventari del Patrimoni Arquitectònic de Catalunya. Fortificació de planta rectangular d'uns 5 metres d'amplada i 12 metres de llargada. Actualment només resta en peu 9 metres del mur occidental. És una paret de 90 centímetres de gruix i uns 5 metres d'alçada. El parament és de carreus rectangulars força estrets, poc treballats i units amb morter. A prop del castell hi ha les restes de diversos habitatges. La primera notícia documental d'aquest castell és del testament, de l'any 1031, d'Eremir de Castellet, on es diu que el seu germà Maier senyorejava el castell. La següent notícia es troba l'any 1322, quan l'Infant Joan vengué els castells d'Albarells, Carbasí i Rocamora al prior del monestir de Montserrat.